# 광주 채씨
광주 채씨(光州蔡氏)는 광주광역시를 본관으로 하는 한국의 성씨이다.

## 역사
시조 채순희(蔡順禧)는 1187년(고려 명종 17년) 조원정(曹元正)의 난이 일어나자 국왕을 호종하는 공을 세워 1197년(신종 즉위) 추밀원부사(樞密院副使)가 되었고, 정2품 재상직인 평장사(平章事)까지 올랐다.

## 본관
광주(光州)는 현재의 광주광역시이다. 백제시대에는 무진주(武珍州)였고, 신라시대에 이르러 도독(都督)을 두었으며 757년(신라 경덕왕 16) 무주(武州)로 고쳤다. 892년(진성여왕 6)에는 견훤(甄萱)이 이곳에 후백제를 세워 도읍을 정하기도 하였으나, 940년(고려 태조 23) 태조가 후백제를 정벌하고 군현을 정비하면서 무진주를 광주(光州)로 개편하고 도독부를 두었다. 995년(성종 14) 관제개혁 때 해양현(海陽縣)이라 불렀고, 1259년(고종 46) 기주(冀州)라 고쳤다가 1275년(충렬왕 1) 다시 무주로 개칭하였다. 1310년(충선왕 2)에 화평부(化平府)로, 1362년(공민왕 11)에는 무진부(武珍府)로, 1373년(공민왕 22)에 이르러 광주목(光州牧)으로 개편되었다. 1430년(세종 12) 무진군으로 강등되었다가 1451년(문종 1)에 다시 광주목이 되고, 1489년(성종 20)에는 광주현으로 격하되었다가 1501년(연산군 7) 광주목으로 환원되었다. 1624년(인조 2)에는 광산현(光山縣)으로 편입되었다가 1634년에 다시 광주목으로 독립하였다. 1895년(고종 32) 지방제도 개정으로 나주부(羅州府) 관할의 광주군(光州郡)이 되었다가, 1896년 13도제 실시로 전라남도의 도청 소재지가 되었다. 1949년 광주시가 되고, 1986년 직할시로 승격되었다가 1995년 광주광역시로 개편되었다.

## 인구
- 1985년 8가구 47명
- 2000년 141가구 418명